# Dorfplatz 10 (Rathenow)

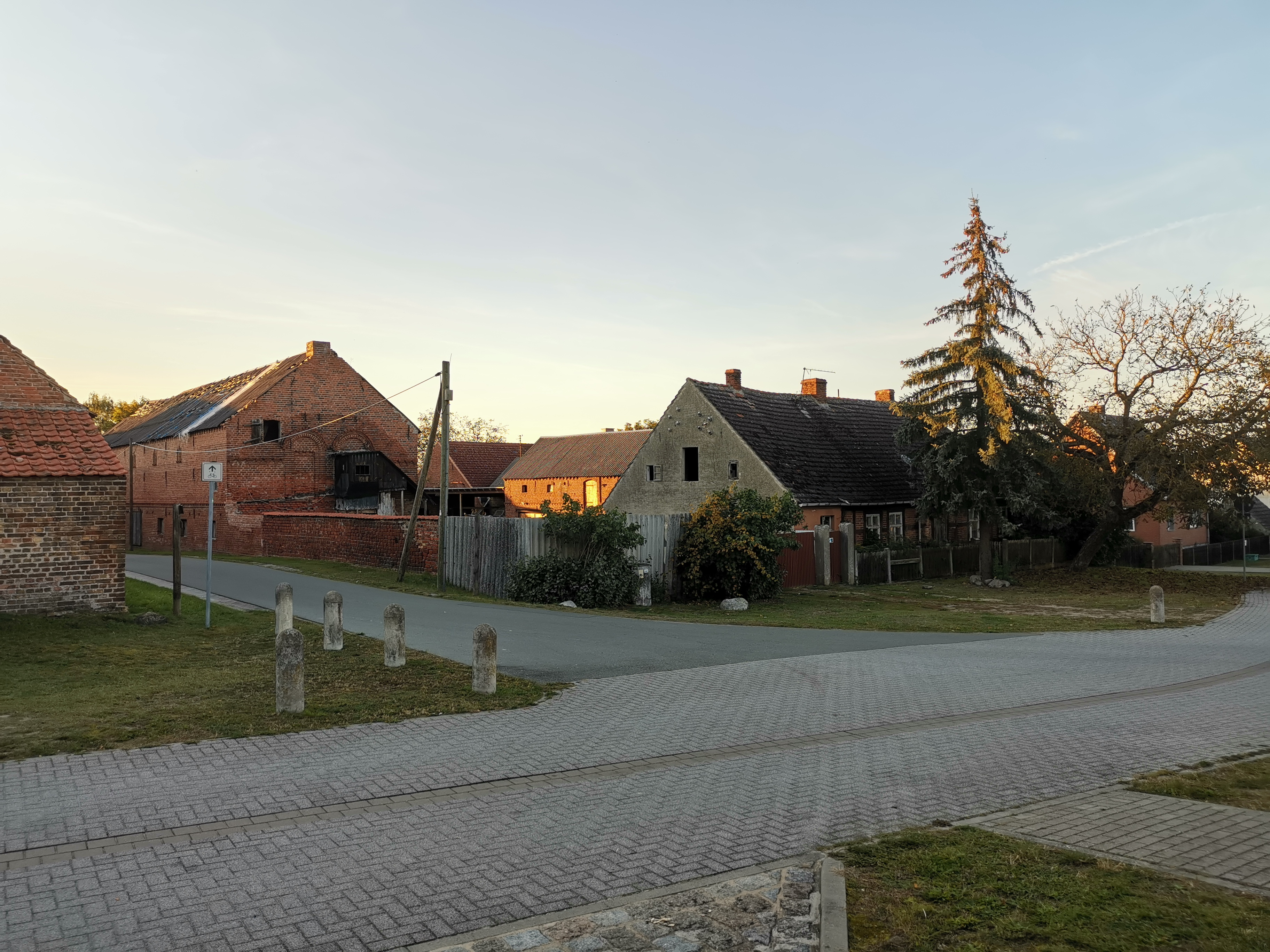
Gehöft (Rathenow)

Das Gehöft Dorfplatz 10 im brandenburgischen Rathenow im Landkreis Havelland ist ein Baudenkmal, das unmittelbar an die ebenfalls denkmalgeschützte Dorfkirche Grütz angrenzt. Es besteht aus einem Wohnhaus mit zwei Ställen und befindet sich im Ortsteil Grütz.

## Wohnhaus
Das Wohnhaus wurde in der ersten Hälfte des 19. Jahrhunderts errichtet und im Jahr 1900 erweitert. Es ist ein eingeschossiger Fachwerkbau mit Ziegelausfachung und einem Satteldach.

## Ställe
Im nördlichen Teil des Hofes steht ein aus Ziegelsteinen gemauerter zweigeschossiger Stall aus dem Jahr 1900 mit einem Satteldach. Ein weiterer Stall im Süden des Hofes wurde drei Jahre später zunächst ebenfalls als Ziegelbau mit Satteldach einstöckig errichtet. Im Jahr 1937 wurde das Gebäude um ein zweites Geschoss aufgestockt.